# Formel 1-VM 2016

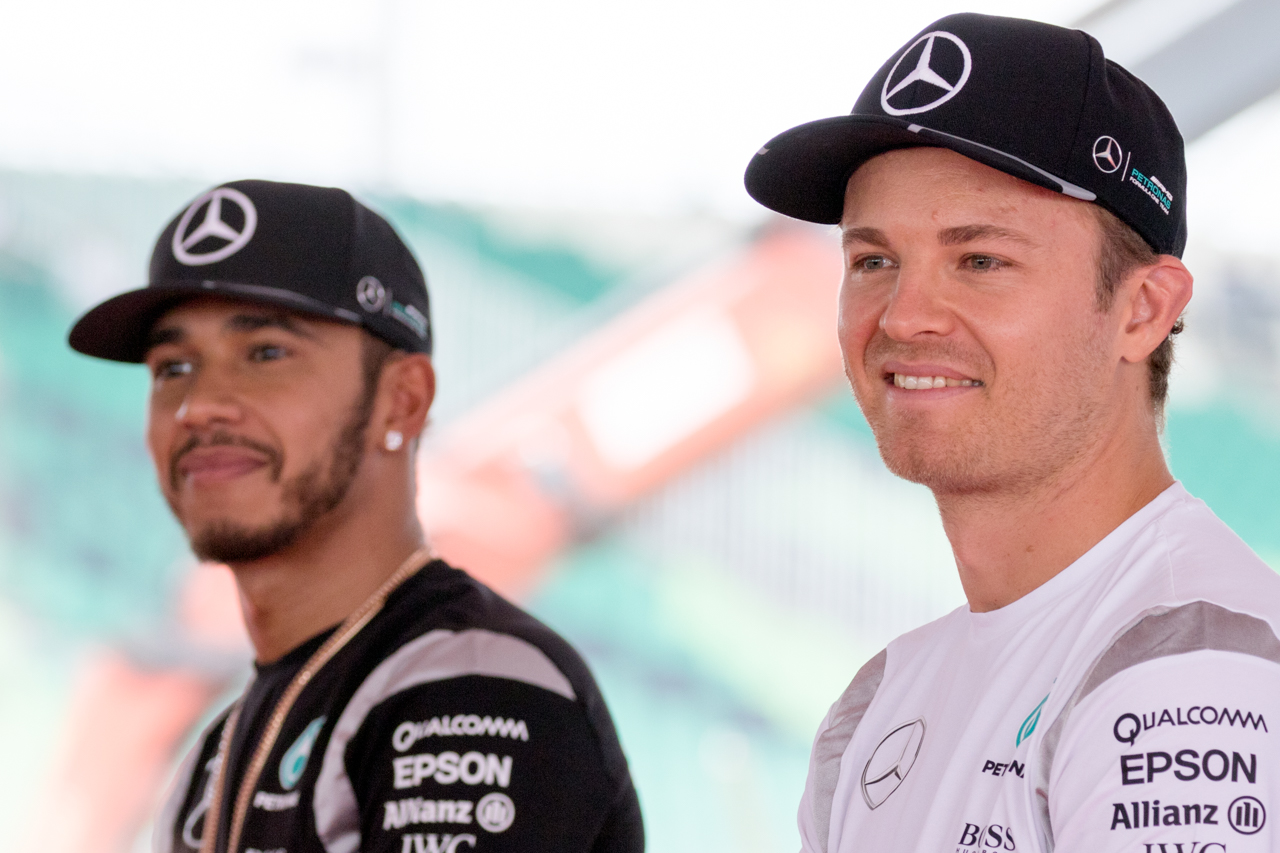
Nico Rosberg (t.h.) blev världsmästare säsongen 2016.

Formel 1-VM 2016 var den sextiosjunde säsongen av Fédération Internationale de l'Automobile:s världsmästerskap för formelbilar, Formel 1. Säsongen startade i Australien den 20 mars och avslutades i Abu Dhabi den 27 november. 
2016 års kalender innehöll några förändringar jämfört med året innan; Europas Grand Prix i Baku City Circuit tillkom, och Tysklands Grand Prix återkom efter ett års frånvaro. Dessutom bytte Malaysias- och Rysslands Grand Prix plats med varandra. Startfältet ändrades även det, då det sammanlagt blev 22 bilar med anledning av att Haas F1 Team gjorde debut.
Lewis Hamilton startade säsongen som regerande världsmästare, efter att ha säkrat sin tredje VM-titel under USA:s Grand Prix 2015. Stallet som han körde för, Mercedes, startade säsongen som regerande konstruktörsmästare, efter att ha säkrat mästerskapstiteln under Rysslands Grand Prix 2015.
Nico Rosberg vann förarmästerskapet med 385 poäng, före stallkamraten Lewis Hamilton på 380 och Daniel Ricciardo 256. Mercedes vann konstruktörsmästerskapet, före Red Bull och Ferrari.

## Stall och förare
Följande stall och förare deltog i 2016 års säsong av formel 1-VM.
| Stall                               | Konstruktör               | Chassi        | Motor                  | Däck | Nr | Förare            | GP      | Nr    | Fredagsförare                |
| ----------------------------------- | ------------------------- | ------------- | ---------------------- | ---- | -- | ----------------- | ------- | ----- | ---------------------------- |
| Mercedes AMG Petronas F1 Team       | Mercedes                  | F1 W07 Hybrid | Mercedes PU106C Hybrid | P    | 6  | Nico Rosberg      | Alla    | i.u.  | i.u.                         |
| Mercedes AMG Petronas F1 Team       | Mercedes                  | F1 W07 Hybrid | Mercedes PU106C Hybrid | P    | 44 | Lewis Hamilton    | Alla    | i.u.  | i.u.                         |
| Scuderia Ferrari                    | Ferrari                   | SF16-H        | Ferrari 061            | P    | 5  | Sebastian Vettel  | Alla    | i.u.  | i.u.                         |
| Scuderia Ferrari                    | Ferrari                   | SF16-H        | Ferrari 061            | P    | 7  | Kimi Räikkönen    | Alla    | i.u.  | i.u.                         |
| Red Bull Racing                     | Red Bull Racing-TAG Heuer | RB12          | TAG Heuer              | P    | 3  | Daniel Ricciardo  | Alla    | i.u.  | i.u.                         |
| Red Bull Racing                     | Red Bull Racing-TAG Heuer | RB12          | TAG Heuer              | P    | 26 | Daniil Kvyat      | 1–4     | i.u.  | i.u.                         |
| Red Bull Racing                     | Red Bull Racing-TAG Heuer | RB12          | TAG Heuer              | P    | 33 | Max Verstappen    | 5–21    | i.u.  | i.u.                         |
| Williams Martini Racing             | Williams-Mercedes         | FW38          | Mercedes PU106C Hybrid | P    | 19 | Felipe Massa      | Alla    | i.u.  | i.u.                         |
| Williams Martini Racing             | Williams-Mercedes         | FW38          | Mercedes PU106C Hybrid | P    | 77 | Valtteri Bottas   | Alla    | i.u.  | i.u.                         |
| Sahara Force India Formula One Team | Force India-Mercedes      | VJM09         | Mercedes PU106C Hybrid | P    | 11 | Sergio Pérez      | Alla    | 34    | Alfonso Celis, Jr.           |
| Sahara Force India Formula One Team | Force India-Mercedes      | VJM09         | Mercedes PU106C Hybrid | P    | 27 | Nico Hülkenberg   | Alla    | 34    | Alfonso Celis, Jr.           |
| Renault Sport Formula One Team      | Renault                   | RS16          | Renault RE16           | P    | 20 | Kevin Magnussen   | Alla    | 45 46 | Esteban Ocon Sergej Sirotkin |
| Renault Sport Formula One Team      | Renault                   | RS16          | Renault RE16           | P    | 30 | Jolyon Palmer     | Alla    | 45 46 | Esteban Ocon Sergej Sirotkin |
| Scuderia Toro Rosso                 | Toro Rosso-Ferrari        | STR11         | Ferrari 060            | P    | 33 | Max Verstappen    | 1–4     | i.u.  | i.u.                         |
| Scuderia Toro Rosso                 | Toro Rosso-Ferrari        | STR11         | Ferrari 060            | P    | 26 | Daniil Kvyat      | 5–21    | i.u.  | i.u.                         |
| Scuderia Toro Rosso                 | Toro Rosso-Ferrari        | STR11         | Ferrari 060            | P    | 55 | Carlos Sainz, Jr. | Alla    | i.u.  | i.u.                         |
| Sauber F1 Team                      | Sauber-Ferrari            | C35           | Ferrari 061            | P    | 9  | Marcus Ericsson   | Alla    | i.u.  | i.u.                         |
| Sauber F1 Team                      | Sauber-Ferrari            | C35           | Ferrari 061            | P    | 12 | Felipe Nasr       | Alla    | i.u.  | i.u.                         |
| McLaren Honda Formula 1 Team        | McLaren-Honda             | MP4-31        | Honda RA616H           | P    | 14 | Fernando Alonso   | 1, 3–21 | i.u.  | i.u.                         |
| McLaren Honda Formula 1 Team        | McLaren-Honda             | MP4-31        | Honda RA616H           | P    | 47 | Stoffel Vandoorne | 2       | i.u.  | i.u.                         |
| McLaren Honda Formula 1 Team        | McLaren-Honda             | MP4-31        | Honda RA616H           | P    | 22 | Jenson Button     | Alla    | i.u.  | i.u.                         |
| Manor Racing                        | Manor-Mercedes            | MRT05         | Mercedes PU106C Hybrid | P    | 88 | Rio Haryanto      | 1–12    | 42    | Jordan King                  |
| Manor Racing                        | Manor-Mercedes            | MRT05         | Mercedes PU106C Hybrid | P    | 31 | Esteban Ocon      | 13–21   | 42    | Jordan King                  |
| Manor Racing                        | Manor-Mercedes            | MRT05         | Mercedes PU106C Hybrid | P    | 94 | Pascal Wehrlein   | Alla    | 42    | Jordan King                  |
| Haas F1 Team                        | Haas-Ferrari              | VF-16         | Ferrari 061            | P    | 8  | Romain Grosjean   | Alla    | 50    | Charles Leclerc              |
| Haas F1 Team                        | Haas-Ferrari              | VF-16         | Ferrari 061            | P    | 21 | Esteban Gutiérrez | Alla    | 50    | Charles Leclerc              |

### Stallförändringar

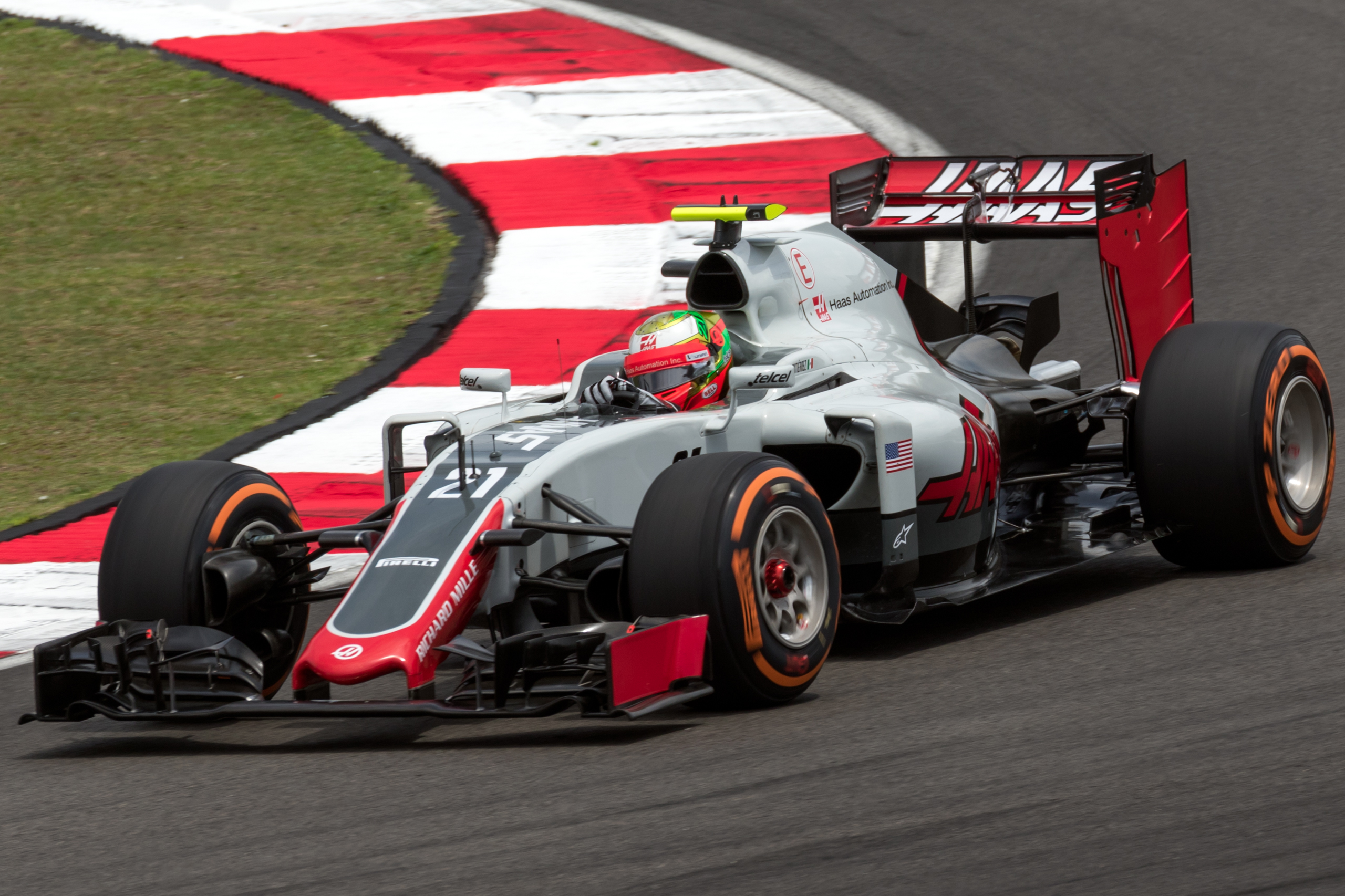
Esteban Gutiérrez i det nybildade Haas-teamet bil i.

- Haas F1 Team debuterade 2016, och är det första amerikanska F1-stallet sedan 1986.[34] Stallet var planerat att debutera 2015, men Gene Haas valde att skjuta upp det till 2016.[35] Haas tillverkar inte sina bilar själva, utan har valt att anlita den italienska formelbilstillverkaren Dallara till att designa och bygga deras bil,[36] samt med Ferrari som leverantör av motorenheten.[37]
- Manor F1 bytte motorleverantör, från Ferrari till Mercedes.[26]
- Red Bull Racing avslutade formellt sitt nioåriga samarbete med motorleverantören Renault i slutet av 2015 års säsong. Stallet kom istället att använda Renault-motorer som döpts till TAG Heuer, efter den schweiziska klocktillverkaren.
- Renault återvände till Formel 1 som fabriksstall efter att de köpt Lotus från Genii Capital. Renault ägde det Enstone-baserade stallet mellan 1977 och 1985, samt mellan 2002 och 2011.
- Scuderia Toro Rosso bytte motorleverantör, från Renault till Ferrari.[17]

### Förarförändringar
- Romain Grosjean bytte stall, från Lotus till det nystartade Haas F1 Team.[32] Där kommer han bli stallkamrat med den före detta Sauber-föraren Esteban Gutiérrez.[33]
- Jolyon Palmer gjorde F1-debut med Renault F1, efter att ha tillbringat 2015 som testförare hos Lotus.[16]
- Kevin Magnussen kom tillbaka till Formel 1 med Renault, efter att ha kört hos McLaren 2014.[15]
- Pascal Wehrlein gjorde F1-debut med Manor F1, efter ha tillbringat 2015 med att tävla i DTM, en serie som han vann.[29] Wehrlein hade även uppdrag som testförare i både Mercedes samt Force India.
- Den före detta GP2-föraren Rio Haryanto gjorde F1-debut i Manor, efter att ha tillbringar 2015 med att tävla i GP2 Series, där han blev fyra.[27]

### Säsongförändringar
- Stoffel Vandoorne gjorde F1-debut med McLaren i Bahrain, då han ersatte Fernando Alonso som skadat sig i tävlingen innan.[23]
- Max Verstappen och Daniil Kvyat bytte stall med varandra från och med Spanien.[7]
- Esteban Ocon gjorde F1-debut med Manor F1 i Belgien, då han ersatte Rio Haryanto.[28] Han ersatte honom resten av säsongen.

## Grand Prix-kalender
Följande 21 Grand Prix ägde rum under 2016.

De länderna som formel 1 anordnas i är markerade i grönt.

|        | Grand Prix                 | Bana                                       | Datum        |
| ------ | -------------------------- | ------------------------------------------ | ------------ |
| 1      | Australiens Grand Prix     | Melbourne Grand Prix Circuit, Melbourne    | 20 mars      |
| 2      | Bahrains Grand Prix        | Bahrain International Circuit, Sakhir      | 3 april      |
| 3      | Kinas Grand Prix           | Shanghai International Circuit, Shanghai   | 17 april     |
| 4      | Rysslands Grand Prix       | Sotji Autodrom, Sotji                      | 1 maj        |
| 5      | Spaniens Grand Prix        | Circuit de Barcelona-Catalunya, Barcelona  | 15 maj       |
| 6      | Monacos Grand Prix         | Circuit de Monaco, Monte Carlo             | 29 maj       |
| 7      | Kanadas Grand Prix         | Circuit Gilles Villeneuve, Montréal        | 12 juni      |
| 8      | Europas Grand Prix         | Baku City Circuit, Baku                    | 19 juni      |
| 9      | Österrikes Grand Prix      | Red Bull Ring, Steiermark                  | 3 juli       |
| 10     | Storbritanniens Grand Prix | Silverstone Circuit, Silverstone           | 10 juli      |
| 11     | Ungerns Grand Prix         | Hungaroring, Budapest                      | 24 juli      |
| 12     | Tysklands Grand Prix       | Hockenheimring, Hockenheim                 | 31 juli      |
| 13     | Belgiens Grand Prix        | Circuit de Spa-Francorchamps, Stavelot     | 28 augusti   |
| 14     | Italiens Grand Prix        | Autodromo Nazionale Monza, Monza           | 4 september  |
| 15     | Singapores Grand Prix      | Marina Bay Street Circuit, Singapore       | 18 september |
| 16     | Malaysias Grand Prix       | Sepang International Circuit, Kuala Lumpur | 2 oktober    |
| 17     | Japans Grand Prix          | Suzuka International Racing Course, Suzuka | 9 oktober    |
| 18     | USA:s Grand Prix           | Circuit of the Americas, Austin, Texas     | 23 oktober   |
| 19     | Mexikos Grand Prix         | Autódromo Hermanos Rodríguez, Mexico City  | 30 oktober   |
| 20     | Brasiliens Grand Prix      | Autódromo José Carlos Pace, São Paulo      | 13 november  |
| 21     | Abu Dhabis Grand Prix      | Yas Marina Circuit, Abu Dhabi              | 27 november  |
| Källa: |                            |                                            |              |

### Kalenderförändringar
- Europas Grand Prix hölls på Baku City Circuit i Azerbajdzjan för första gången någonsin.
- Tysklands Grand Prix återvände till Hockenheimring efter ett års frånvaro.
- Malaysias Grand Prix, som traditionellt hölls på våren, bytte plats med Rysslands Grand Prix, som vanligtvis hölls på hösten.

## Resultat

### Grand Prix
|    | Grand Prix                 | Pole position    | Snabbaste varv   | Segrande förare  | Segrande konstruktör      | Rapport |
| -- | -------------------------- | ---------------- | ---------------- | ---------------- | ------------------------- | ------- |
| 1  | Australiens Grand Prix     | Lewis Hamilton   | Daniel Ricciardo | Nico Rosberg     | Mercedes                  | Rapport |
| 2  | Bahrains Grand Prix        | Lewis Hamilton   | Nico Rosberg     | Nico Rosberg     | Mercedes                  | Rapport |
| 3  | Kinas Grand Prix           | Nico Rosberg     | Nico Hülkenberg  | Nico Rosberg     | Mercedes                  | Rapport |
| 4  | Rysslands Grand Prix       | Nico Rosberg     | Nico Rosberg     | Nico Rosberg     | Mercedes                  | Rapport |
| 5  | Spaniens Grand Prix        | Lewis Hamilton   | Daniil Kvyat     | Max Verstappen   | Red Bull Racing-TAG Heuer | Rapport |
| 6  | Monacos Grand Prix         | Daniel Ricciardo | Lewis Hamilton   | Lewis Hamilton   | Mercedes                  | Rapport |
| 7  | Kanadas Grand Prix         | Lewis Hamilton   | Nico Rosberg     | Lewis Hamilton   | Mercedes                  | Rapport |
| 8  | Europas Grand Prix         | Nico Rosberg     | Nico Rosberg     | Nico Rosberg     | Mercedes                  | Rapport |
| 9  | Österrikes Grand Prix      | Lewis Hamilton   | Lewis Hamilton   | Lewis Hamilton   | Mercedes                  | Rapport |
| 10 | Storbritanniens Grand Prix | Lewis Hamilton   | Nico Rosberg     | Lewis Hamilton   | Mercedes                  | Rapport |
| 11 | Ungerns Grand Prix         | Nico Rosberg     | Kimi Räikkönen   | Lewis Hamilton   | Mercedes                  | Rapport |
| 12 | Tysklands Grand Prix       | Nico Rosberg     | Daniel Ricciardo | Lewis Hamilton   | Mercedes                  | Rapport |
| 13 | Belgiens Grand Prix        | Nico Rosberg     | Lewis Hamilton   | Nico Rosberg     | Mercedes                  | Rapport |
| 14 | Italiens Grand Prix        | Lewis Hamilton   | Fernando Alonso  | Nico Rosberg     | Mercedes                  | Rapport |
| 15 | Singapores Grand Prix      | Nico Rosberg     | Daniel Ricciardo | Nico Rosberg     | Mercedes                  | Rapport |
| 16 | Malaysias Grand Prix       | Lewis Hamilton   | Nico Rosberg     | Daniel Ricciardo | Red Bull Racing-TAG Heuer | Rapport |
| 17 | Japans Grand Prix          | Nico Rosberg     | Sebastian Vettel | Nico Rosberg     | Mercedes                  | Rapport |
| 18 | USA:s Grand Prix           | Lewis Hamilton   | Sebastian Vettel | Lewis Hamilton   | Mercedes                  | Rapport |
| 19 | Mexikos Grand Prix         | Lewis Hamilton   | Max Verstappen   | Lewis Hamilton   | Mercedes                  | Rapport |
| 20 | Brasiliens Grand Prix      | Lewis Hamilton   | Daniel Ricciardo | Lewis Hamilton   | Mercedes                  | Rapport |
| 21 | Abu Dhabis Grand Prix      | Lewis Hamilton   | Sebastian Vettel | Lewis Hamilton   | Mercedes                  | Rapport |

### Förarmästerskapet
| Position        | 1:a | 2:a | 3:a | 4:a | 5:a | 6:a | 7:a | 8:a | 9:a | 10:a |
| Poängfördelning | 25p | 18p | 15p | 12p | 10p | 8p  | 6p  | 4p  | 2p  | 1p   |

| 1          | Nico Rosberg      | 1     | 1     | 1     | 1     | Ret   | 7     | 5     | 1     | 4     | 3     | 2     | 4     | 1     | 1     | 1     | 3     | 1     | 2     | 2     | 2     | 2     | 385   |
| 2          | Lewis Hamilton    | 2     | 3     | 7     | 2     | Ret   | 1     | 1     | 5     | 1     | 1     | 1     | 1     | 3     | 2     | 3     | Ret   | 3     | 1     | 1     | 1     | 1     | 380   |
| 3          | Daniel Ricciardo  | 4     | 4     | 4     | 11    | 4     | 2     | 7     | 7     | 5     | 4     | 3     | 2     | 2     | 5     | 2     | 1     | 6     | 3     | 3     | 8     | 5     | 256   |
| 4          | Sebastian Vettel  | 3     | DNS   | 2     | Ret   | 3     | 4     | 2     | 2     | Ret   | 9     | 4     | 5     | 6     | 3     | 5     | Ret   | 4     | 4     | 5     | 5     | 3     | 212   |
| 5          | Max Verstappen    | 10    | 6     | 8     | Ret   | 1     | Ret   | 4     | 8     | 2     | 2     | 5     | 3     | 11    | 7     | 6     | 2     | 2     | Ret   | 4     | 3     | 4     | 204   |
| 6          | Kimi Räikkönen    | Ret   | 2     | 5     | 3     | 2     | Ret   | 6     | 4     | 3     | 5     | 6     | 6     | 9     | 4     | 4     | 4     | 5     | Ret   | 6     | Ret   | 6     | 186   |
| 7          | Sergio Pérez      | 13    | 16    | 11    | 9     | 7     | 3     | 10    | 3     | 17†   | 6     | 11    | 10    | 5     | 8     | 8     | 6     | 7     | 8     | 10    | 4     | 8     | 101   |
| 8          | Valtteri Bottas   | 8     | 9     | 10    | 4     | 5     | 12    | 3     | 6     | 9     | 14    | 9     | 9     | 8     | 6     | Ret   | 5     | 10    | 16    | 8     | 11    | Ret   | 85    |
| 9          | Nico Hülkenberg   | 7     | 15    | 15    | Ret   | Ret   | 6     | 8     | 9     | 19†   | 7     | 10    | 7     | 4     | 10    | Ret   | 8     | 8     | Ret   | 7     | 7     | 7     | 72    |
| 10         | Fernando Alonso   | Ret   |       | 12    | 6     | Ret   | 5     | 11    | Ret   | 18†   | 13    | 7     | 12    | 7     | 14    | 7     | 7     | 16    | 5     | 13    | 10    | 10    | 54    |
| 11         | Felipe Massa      | 5     | 8     | 6     | 5     | 8     | 10    | Ret   | 10    | 20†   | 11    | 18    | Ret   | 10    | 9     | 12    | 13    | 9     | 7     | 9     | Ret   | 9     | 53    |
| 12         | Carlos Sainz Jr.  | 9     | Ret   | 9     | 12    | 6     | 8     | 9     | Ret   | 8     | 8     | 8     | 14    | Ret   | 15    | 14    | 11    | 17    | 6     | 16    | 6     | Ret   | 46    |
| 13         | Romain Grosjean   | 6     | 5     | 19    | 8     | Ret   | 13    | 14    | 13    | 7     | Ret   | 14    | 13    | 13    | 11    | DNS   | Ret   | 11    | 10    | 20    | DNS   | 11    | 29    |
| 14         | Daniil Kvyat      | DNS   | 7     | 3     | 15    | 10    | Ret   | 12    | Ret   | Ret   | 10    | 16    | 15    | 14    | Ret   | 9     | 14    | 13    | 11    | 18    | 13    | Ret   | 25    |
| 15         | Jenson Button     | 14    | Ret   | 13    | 10    | 9     | 9     | Ret   | 11    | 6     | 12    | Ret   | 8     | Ret   | 12    | Ret   | 9     | 18    | 9     | 12    | 16    | Ret   | 21    |
| 16         | Kevin Magnussen   | 12    | 11    | 17    | 7     | 15    | Ret   | 16    | 14    | 14    | 17†   | 15    | 16    | Ret   | 17    | 10    | Ret   | 14    | 12    | 17    | 14    | Ret   | 7     |
| 17         | Felipe Nasr       | 15    | 14    | 20    | 16    | 14    | Ret   | 18    | 12    | 13    | 15    | 17    | Ret   | 17    | Ret   | 13    | Ret   | 19    | 15    | 15    | 9     | 16    | 2     |
| 18         | Jolyon Palmer     | 11    | DNS   | 22    | 13    | 13    | Ret   | Ret   | 15    | 12    | Ret   | 12    | 19    | 15    | Ret   | 15    | 10    | 12    | 13    | 14    | Ret   | 17    | 1     |
| 19         | Pascal Wehrlein   | 16    | 13    | 18    | 18    | 16    | 14    | 17    | Ret   | 10    | Ret   | 19    | 17    | Ret   | Ret   | 16    | 15    | 22    | 17    | Ret   | 15    | 14    | 1     |
| 20         | Stoffel Vandoorne |       | 10    |       |       |       |       |       |       |       |       |       |       |       |       |       |       |       |       |       |       |       | 1     |
| 21         | Esteban Gutiérrez | Ret   | Ret   | 14    | 17    | 11    | 11    | 13    | 16    | 11    | 16    | 13    | 11    | 12    | 13    | 11    | Ret   | 20    | Ret   | 19    | Ret   | 12    | 0     |
| 22         | Marcus Ericsson   | Ret   | 12    | 16    | 14    | 12    | Ret   | 15    | 17    | 15    | Ret   | 20    | 18    | Ret   | 16    | 17    | 12    | 15    | 14    | 11    | Ret   | 15    | 0     |
| 23         | Esteban Ocon      |       |       |       |       |       |       |       |       |       |       |       |       | 16    | 18    | 18    | 16    | 21    | 18    | 21    | 12    | 13    | 0     |
| 24         | Rio Haryanto      | Ret   | 17    | 21    | Ret   | 17    | 15    | 19    | 18    | 16    | Ret   | 21    | 20    |       |       |       |       |       |       |       |       |       | 0     |
| Pos.       | Förare            | AUS · | BHR · | CHN · | RUS · | ESP · | MON · | CAN · | AUT · | EUR · | GBR · | HUN · | GER · | BEL · | ITA · | SIN · | MAL · | JPN · | USA · | MEX · | BRA · | ABU · | Poäng |
| Grand Prix |                   |       |       |       |       |       |       |       |       |       |       |       |       |       |       |       |       |       |       |       |       |       |       |

| Färg   | Tecken                 | Betydelse              |
| ------ | ---------------------- | ---------------------- |
| Guld   | 1                      | Segrare                |
| Silver | 2                      | Tvåa                   |
| Brons  | 3                      | Trea                   |
| Grön   | Placering (med poäng)  | Placering (med poäng)  |
| Blå    | Placering (utan poäng) | Placering (utan poäng) |
| Blå    | NC                     | Ej klassificerad       |
| Lila   | DNF                    | Avslutade ej           |
| Lila   | RET                    | Avbröt tävlingen       |
| Röd    | DNQ                    | Ej kvalificerad        |
| Röd    | DNPQ                   | Ej för-kvalificerad    |
| Röd    | DNA                    | Icke närvarande        |
| Svart  | DSQ                    | Diskvalificerad        |
| Vit    | DNS                    | Startade ej            |
| Vit    | WD                     | Drog sig ur            |
| Vit    | C                      | Racet inställt         |
| Blank  | DE                     | Deltog ej              |
| Blank  | EX                     | Utesluten              |

Noteringar:
- † – Föraren gick ej i mål, men blev klassificerad för att ha kört över 90% av racedistansen.

### Konstruktörsmästerskapet
| 1          | Mercedes             | 6  | 1     | 1     | 1     | 1     | Ret   | 7     | 5     | 1     | 4     | 3     | 2     | 4     | 1     | 1     | 1     | 3     | 1     | 2     | 2     | 2     | 2     | 765   |
| 1          | Mercedes             | 44 | 2     | 3     | 7     | 2     | Ret   | 1     | 1     | 5     | 1     | 1     | 1     | 1     | 3     | 2     | 3     | Ret   | 3     | 1     | 1     | 1     | 1     | 765   |
| 2          | Red Bull-TAG Heuer   | 3  | 4     | 4     | 4     | 11    | 4     | 2     | 7     | 7     | 5     | 4     | 3     | 2     | 2     | 5     | 2     | 1     | 6     | 3     | 3     | 8     | 5     | 468   |
| 2          | Red Bull-TAG Heuer   | 26 | DNS   | 7     | 3     | 15    |       |       |       |       |       |       |       |       |       |       |       |       |       |       |       |       |       | 468   |
| 2          | Red Bull-TAG Heuer   | 33 |       |       |       |       | 1     | Ret   | 4     | 8     | 2     | 2     | 5     | 3     | 11    | 7     | 6     | 2     | 2     | Ret   | 4     | 3     | 4     | 468   |
| 3          | Ferrari              | 5  | 3     | DNS   | 2     | Ret   | 3     | 4     | 2     | 2     | Ret   | 9     | 4     | 5     | 6     | 3     | 5     | Ret   | 4     | 4     | 5     | 5     | 3     | 398   |
| 3          | Ferrari              | 7  | Ret   | 2     | 5     | 3     | 2     | Ret   | 6     | 4     | 3     | 5     | 6     | 6     | 9     | 4     | 4     | 4     | 5     | Ret   | 6     | Ret   | 6     | 398   |
| 4          | Force India-Mercedes | 11 | 13    | 16    | 11    | 9     | 7     | 3     | 10    | 3     | 17†   | 6     | 11    | 10    | 5     | 8     | 8     | 6     | 7     | 8     | 10    | 4     | 8     | 173   |
| 4          | Force India-Mercedes | 27 | 7     | 15    | 15    | Ret   | Ret   | 6     | 8     | 9     | 19†   | 7     | 10    | 7     | 4     | 10    | Ret   | 8     | 8     | Ret   | 7     | 7     | 7     | 173   |
| 5          | Williams-Mercedes    | 19 | 5     | 8     | 6     | 5     | 8     | 10    | Ret   | 10    | 20†   | 11    | 18    | Ret   | 10    | 9     | 12    | 13    | 9     | 7     | 9     | Ret   | 9     | 138   |
| 5          | Williams-Mercedes    | 77 | 8     | 9     | 10    | 4     | 5     | 12    | 3     | 6     | 9     | 14    | 9     | 9     | 8     | 6     | Ret   | 5     | 10    | 16    | 8     | 11    | Ret   | 138   |
| 6          | McLaren-Honda        | 14 | Ret   |       | 12    | 6     | Ret   | 5     | 11    | Ret   | 18†   | 13    | 7     | 12    | 7     | 14    | 7     | 7     | 16    | 5     | 13    | 10    | 10    | 76    |
| 6          | McLaren-Honda        | 22 | 14    | Ret   | 13    | 10    | 9     | 9     | Ret   | 11    | 6     | 12    | Ret   | 8     | Ret   | 12    | Ret   | 9     | 18    | 9     | 12    | 16    | Ret   | 76    |
| 6          | McLaren-Honda        | 47 |       | 10    |       |       |       |       |       |       |       |       |       |       |       |       |       |       |       |       |       |       |       | 76    |
| 7          | Toro Rosso-Ferrari   | 26 |       |       |       |       | 10    | Ret   | 12    | Ret   | Ret   | 10    | 16    | 15    | 14    | Ret   | 9     | 14    | 13    | 11    | 18    | 13    | Ret   | 63    |
| 7          | Toro Rosso-Ferrari   | 33 | 10    | 6     | 8     | Ret   |       |       |       |       |       |       |       |       |       |       |       |       |       |       |       |       |       | 63    |
| 7          | Toro Rosso-Ferrari   | 55 | 9     | Ret   | 9     | 12    | 6     | 8     | 9     | Ret   | 8     | 8     | 8     | 14    | Ret   | 15    | 14    | 11    | 17    | 6     | 16    | 6     | Ret   | 63    |
| 8          | Haas-Ferrari         | 8  | 6     | 5     | 19    | 8     | Ret   | 13    | 14    | 13    | 7     | Ret   | 14    | 13    | 13    | 11    | DNS   | Ret   | 11    | 10    | 20    | DNS   | 11    | 29    |
| 8          | Haas-Ferrari         | 21 | Ret   | Ret   | 14    | 17    | 11    | 11    | 13    | 16    | 11    | 16    | 13    | 11    | 12    | 13    | 11    | Ret   | 20    | Ret   | 19    | Ret   | 12    | 29    |
| 9          | Renault              | 20 | 12    | 11    | 17    | 7     | 15    | Ret   | 16    | 14    | 14    | 17†   | 15    | 16    | Ret   | 17    | 10    | Ret   | 14    | 12    | 17    | 14    | Ret   | 8     |
| 9          | Renault              | 30 | 11    | DNS   | 22    | 13    | 13    | Ret   | Ret   | 15    | 12    | Ret   | 12    | 19    | 15    | Ret   | 15    | 10    | 12    | 13    | 14    | Ret   | 17    | 8     |
| 10         | Sauber-Ferrari       | 9  | Ret   | 12    | 16    | 14    | 12    | Ret   | 15    | 17    | 15    | Ret   | 20    | 18    | Ret   | 16    | 17    | 12    | 15    | 14    | 11    | Ret   | 15    | 2     |
| 10         | Sauber-Ferrari       | 12 | 15    | 14    | 20    | 16    | 14    | Ret   | 18    | 12    | 13    | 15    | 17    | Ret   | 17    | Ret   | 13    | Ret   | 19    | 15    | 15    | 9     | 16    | 2     |
| 11         | Manor-Ferrari        | 31 |       |       |       |       |       |       |       |       |       |       |       |       | 16    | 18    | 18    | 16    | 21    | 18    | 21    | 12    | 13    | 1     |
| 11         | Manor-Ferrari        | 88 | Ret   | 17    | 21    | Ret   | 17    | 15    | 19    | 18    | 16    | Ret   | 21    | 20    |       |       |       |       |       |       |       |       |       | 1     |
| 11         | Manor-Ferrari        | 94 | 16    | 13    | 18    | 18    | 16    | 14    | 17    | Ret   | 10    | Ret   | 19    | 17    | Ret   | Ret   | 16    | 15    | 22    | 17    | Ret   | 15    | 14    | 1     |
| Pos.       | Konstruktör          | Nr | AUS · | BHR · | CHN · | RUS · | ESP · | MON · | CAN · | AUT · | EUR · | GBR · | HUN · | GER · | BEL · | ITA · | SIN · | MAL · | JPN · | USA · | MEX · | BRA · | ABU · | Poäng |
| Grand Prix |                      |    |       |       |       |       |       |       |       |       |       |       |       |       |       |       |       |       |       |       |       |       |       |       |

| Färg   | Tecken                 | Betydelse              |
| ------ | ---------------------- | ---------------------- |
| Guld   | 1                      | Segrare                |
| Silver | 2                      | Tvåa                   |
| Brons  | 3                      | Trea                   |
| Grön   | Placering (med poäng)  | Placering (med poäng)  |
| Blå    | Placering (utan poäng) | Placering (utan poäng) |
| Blå    | NC                     | Ej klassificerad       |
| Lila   | DNF                    | Avslutade ej           |
| Lila   | RET                    | Avbröt tävlingen       |
| Röd    | DNQ                    | Ej kvalificerad        |
| Röd    | DNPQ                   | Ej för-kvalificerad    |
| Röd    | DNA                    | Icke närvarande        |
| Svart  | DSQ                    | Diskvalificerad        |
| Vit    | DNS                    | Startade ej            |
| Vit    | WD                     | Drog sig ur            |
| Vit    | C                      | Racet inställt         |
| Blank  | DE                     | Deltog ej              |
| Blank  | EX                     | Utesluten              |

Noteringar:
- † – Föraren gick ej i mål, men blev klassificerad för att ha kört över 90% av racedistansen.

## Regeländringar

### Tekniskt reglemente
- Formel 1-bilarna var upp till 25 procent mer högljudda under 2016 än under 2015.[39] Det var resultatet av att bilarnas wastegate släppte ut en del av avgaserna via ett separat avgasrör i stället för att som traditionellt matats in i huvudavgasröret.[40]
- Däckleverantören Pirelli införde en femte gummiblandning som kallades "Ultrasoft", som var mjukare än "Supersoft".[41]
- Antalet gummiblandningar som var tillgängliga för stallen inför varje lopp ökade från två till tre.[42] Pirelli nominerade två obligatoriska däckuppsättningar för varje bil, samtidigt som ett set av den mjukare blandningen tvingades användas i den tredje kvalomgången.[42] Stallen fick därefter välja vilka av Pirellis tre nominerade gummiblandningar de ville använda sig av på de tio återstående däckuppsättningarna.[42] Stallens däckval hölls hemligt fram till två veckor innan det aktuella loppet.[42]
- Fédération Internationale de l'Automobile valde att öka antalet tillgängliga tokens för kraftenheten, vilket i sin enkelhet betydde att motortillverkarna fick utveckla motorerna mer än under 2015.[43]

### Sportsligt reglemente
- Antalet försäsongstester minskades från tre till två.
- Domarna var hårdare i bedömningen av körning utanför den vita linjen som avgränsar banan jämfört med föregående år.[44]
- Fédération Internationale de l'Automobile undersökte under säsongen olika möjligheter för att avskräcka förare från att utnyttja utrymme utanför banan. Förbundet testade bland annat GPS-spårning, omprofilering av banmarkeringar (kerbs), installation av tryckkänsliga sensorer och användning av höghastighetskameror.[45]
- De förare som orsakade en avbrytning av starten skulle tvingas starta från depån.[44]
- Förfarandet av straffen för växellådsbyten ändrades så att de tillämpas i den ordningen de utfärdas.[44]
- Den virtuella säkerhetsbilen (VSC) användes även under träningar.[46]
- DRS:en (tippningen av bakvingen, som inte är möjlig att använda under gulflagg) var under 2016 tillgänglig så fort VSC avslutats, och inte två varv senare som det tidigare var.[46]
- Reglerna för vilka som får ta superlicens ändrades.[47] Till exempel måste föraren vara minst 18 år, ha körkort och ha tävlat minst tre år inom professionell racing tidigare.[47] Reglerna infördes efter det att Max Verstappen debuterade som 17-åring 2015, med bara ett års erfarenhet inom racing.